# Bento Gonçalves
Bento Gonçalves város Brazíliában, Río Grande del Sur államban. Lakosainak száma 123 151 fő (2022). Bento Gonçalves Monte Belo do Sul, Pinto Bandeira, Cotiporã, Farroupilha, Garibaldi, Rio Grande do Sul, Santa Tereza, Rio Grande do Sul és Veranópolis községekkel határos.

## Népesség
A település népességének változása:
| Lakosok száma | 91 486 | 107 278 | 121 803 | 123 090 | 123 151 |
|               | 2000   | 2010    | 2020    | 2021    | 2022    |